# Cattanooga Cats
A Turma da Gatolândia (Cattanooga Cats) é uma série de desenho animado americana produzida pela Hanna-Barbera, que foi ao ar na ABC de 6 de setembro de 1969 a 5 de setembro de 1971. O show da Turma da Gatolândia era composto por 4 desenhos:
- A Turma da Gatolândia
- A Volta ao Mundo em 79 Dias
- Juca Bala e Zé Bolha
- É o Lobo!

## História
Conta a história de uma banda formada por gatos músicos e suas aventuras.

## Episódios
nomes originais (em inglês) 
1. Mummy's Day
2. Witch Wacky
3. Gerni Ho Ho
4. The Big Boo Boo
5. The Wee Greenie Goofie

## Dubladores

### Nos Estados Unidos
- Conceição: Julie Bennett
- Figura: Jim Begg
- Groove: Casey Kasem
- Country: Bill Callaway
- Fanzoca (a caçadora de autógrafos): Julie Bennett

### No Brasil
- Conceição: Judy Teixeira
- Figura: Magalhães Graça
- Groove: Luis Manuel
- Country: Allan Lima
- Fanzoca (a caçadora de autógrafos): Rita Cléos